# バレーボールスロバキア女子代表
バレーボールスロバキア女子代表（バレーボールスロバキア じょしだいひょう）は、バレーボールの国際大会で編成されるスロバキアの女子バレーボールナショナルチームである。
1992年まではチェコスロバキアの一部だったため、本項では1993年以降の成績を記す。
1993年に国際バレーボール連盟へ加盟。

## 過去の成績

### オリンピックの成績
- 1996年 - 不出場
- 2000年 - 不出場
- 2004年 - 不出場
- 2008年 - 不出場

### 世界選手権の成績
- 1994年 - 不出場
- 1998年 - 欧州予選敗退
- 2002年 - 不出場
- 2006年 - 欧州予選敗退
- 2010年 - 欧州予選敗退

### 欧州選手権の成績
- 2003年 - 12位
- 2007年 - 13位
- 2009年 - 13位